# Karl Indermühle

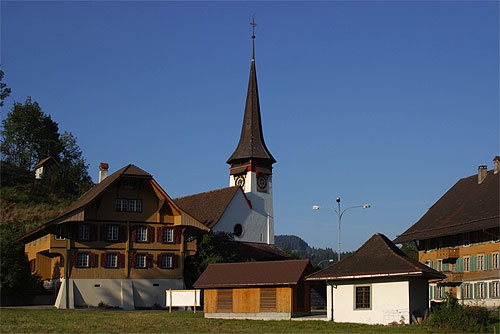
Kirche Röthenbach im Emmental

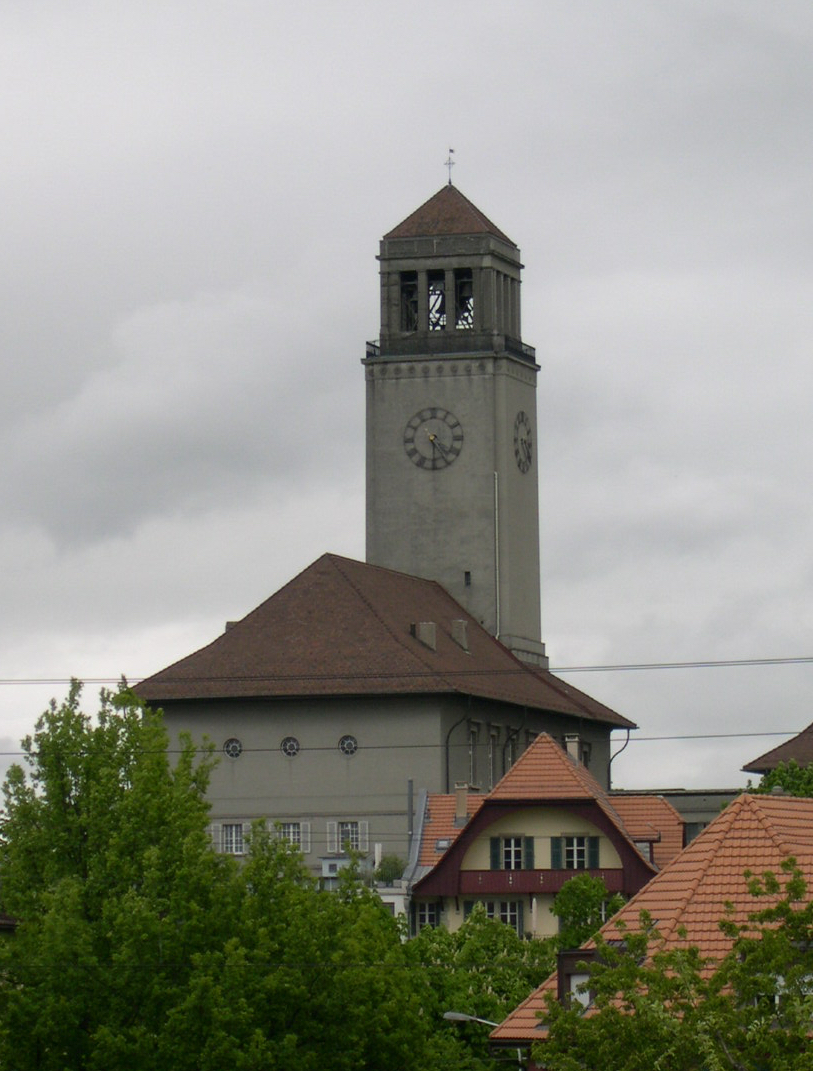
Friedenskirche in Bern (Rückseite)

Karl Indermühle (* 28. April 1877 in Vendlincourt; † 23. Januar 1933 in Bern) war ein Schweizer Architekt.

## Leben und Wirken
Karl Indermühle war ein Sohn des Polizisten und Gefangenenaufsehers Karl Eduard und seiner Frau Maria geborene Schneiter. Er besuchte das Progymnasium in Thun und später die Kunstschule in Bern. Beim Berner Münsterbaumeister und Architekten August Müller (1851–1900) machte er ab 1892 eine Steinmetzlehre und arbeitete später bei ihm als Zeichner. Studienreisen führten ihn nach Italien und Deutschland, dort war er für kurze Zeit Schüler von Carl Schäfer an der Technischen Hochschule Karlsruhe. Bereits im Jahr 1900 wurde er als 23-jähriger Mann zum Nachfolger von Müller als Leiter der Bauhütte am Berner Münster bestimmt. Als Architekt realisierte er neben Wohnbauten und Schulhäusern in Bern und Umgebung auch zahlreiche evangelisch-reformierte Kirchengebäude:
- Kirche von Röthenbach im Emmental (1903–1905).
- Kapelle des Berner Inselspitals (1907–1908).
- Kirche Kirchlindach (Renovation 1907 bis 1908).
- Restaurierung Chor der Französischen Kirche in Bern (1909–1912).
- Kirche Hindelbank (Neubau 1911 bis 1912).
- Kirche von Niederscherli (1911–1912).[1]
- Restaurierung Dorfkapelle in Schwarzenburg BE (1913).[2]
- Friedenskirche in Bern (1918–1920).
- St.-Josefs-Kirche in Gstaad (Neubau 1929–1930).

Von Indermühle stammen auch die Entwürfe zu dem 1921 am Aussichtspunkt Lueg in der Gemeinde Affoltern im Emmental aufgestellten Denkmal für die 1918 an der Spanischen Grippe gestorbenen Berner Kavalleristen und zu dem im selben Jahr eingeweihten Soldatendenkmal für die Emmentaler Opfer des Ersten Weltkrieges bei der Reformierten Kirche Langnau im Emmental.
Als Vertreter des Heimatstils kämpfte Indermühle gegen einen zu monumentalen Historismus und für die regionale Bautradition mit schlichten Baukörpern, einheimischen Materialien und solider Handwerksarbeit, so mit seinem Dörfli an der Schweizerischen Landesausstellung von 1914 im Berner Engeriedquartier des Stadtteils Länggasse-Felsenau. 1918 wandte er sich mit dem Bau der Friedenskirche in Bern kurzzeitig einem Klassizismus zu. Mit der Realisierung des Stapfenackerschulhauses in Bümpliz von 1932 zeigte er, dass dieses Ensemble in seiner Funktionalität und Formensprache der Klassischen Moderne verpflichtet war.
Indermühle war als freisinniger Politiker ab 1920 im Berner Stadtrat und zwei Jahre später im Grossrat tätig. Er war zudem Mitbegründer des Bunds Schweizer Architekten und war 1905 ein Gründungsmitglied und Obmann der Berner Sektion des Schweizer Heimatschutz.

## Familie
Indermühle heiratete 1906 Rosa Bartlome. Auch sein Sohn und ein Enkel wurden Leiter der Münsterbauhütte.